# Centro Pontchartrain
El Centro Pontchartrain (en inglés: Pontchartrain Center)  es una arena multiusos de 4600 asientos en la localidad de Kenner, en Luisiana, al sur de los EE. UU.. El centro abrió sus puertas en 1991. Se celebran conciertos y eventos deportivos locales. También se utiliza para convenciones y ferias, con 46 080 pies cuadrados (4281 m²) de espacio para exposiciones y 14 681 pies cuadrados (1364 m²) para reuniones. 
Su capacidad de asientos depende del tipo de evento:
- Eventos deportivos: 3600
- Conciertos: 3700
- Graduaciones: 3585
- Convenciones: 3228